# Mai al-Kaila
Mai Al-Kaila (àrab: مي الكيلة, Mayy al-Kayla; Jerusalem, 8 d'abril de 1955) és una metgessa, diplomàtica i política palestina, que va ser la primera dona a ocupar el càrrec de ministra de Salut de Palestina. És doctora en salut pública i administració sanitària. Va presidir el Consell Mèdic Palestí en la seva qualitat de ministra de Salut. També forma part de l'Autoritat Nacional Palestina encapçalada pel primer ministre Mohammad Shtayyeh

## Educació
Mai Salem Hanna al-Kaila va néixer a Jerusalem el 8 d'abril de 1955. Va rebre la seva educació bàsica i preparatòria a les escoles de Birzeit, i la seva educació secundària al Col·legi Privat de Ramal·lah. Va estudiar infermeria a l'⁣Hospital Augusta Victòria de Jerusalem. Es va llicenciar en medicina a la Universitat de Granada, després es va especialitzar en el camp d'⁣obstetrícia i ginecologia a la Universitat de Califòrnia a San Francisco i va obtenir un màster. Va obtenir el seu doctorat en Salut Pública i Epidemiologia per la Universitat de Xile.

## Carrera
Al-Kaila va treballar com a metge resident a l'Hospital de la Mitja Lluna Roja Palestina de Jerusalem en el programa d'Obstetrícia i Ginecologia. També va treballar com a professora al Departament de Salut Pública de la Universitat Al-Quds i com a cap del Programa de Maternitat i Infància de l'Agència de les Nacions Unides per als Refugiats de Palestina al Pròxim Orient.
El 1994, Mai Al-Kaila va ser designada com a delegada palestina per participar en la IV Conferència Mundial sobre la Dona a Pequín.
Alkaila va ser nomenada ambaixadora de l'Estat de Palestina a Xile el 31 d'octubre de 2005. Va continuar exercint aquest paper fins al seu nomenament com a ambaixadora a Itàlia l'1 d'octubre de 2013. El 4 de desembre de 2016, va guanyar les eleccions al Consell Revolucionari Palestí, que es van celebrar durant la setena conferència de Fatah, i es va convertir en membre de l'entitat.
El 13 d'abril de 2019, al-Kaila va prestar el jurament constitucional davant del president palestí Mahmud Abbas com a ministra de Salut al govern de Mohammad Shtayyeh.

## Premis i reconeixements
- El 2017, Mai al-Keila va rebre una medalla d'or per la Norman Academy en cooperació amb la Força Aèria Italiana pel seu activisme i defensa dels drets humans palestins.[10]